# Juvêncio Martins Costa
Juvêncio Martins da Costa (Desterro, 6 de julho de 1850 – Florianópolis, 7 de outubro de 1882) foi um jornalista e político brasileiro.

## Vida
Filho de Venceslau Martins Costa e de Ana Inácia Medeiros Costa.

## Carreira
Foi deputado à Assembleia Legislativa Provincial de Santa Catarina na 23ª legislatura (1880 — 1881).
É patrono da cadeira 25 da Academia Catarinense de Letras.